# Олексіївська волость (Зміївський повіт)
Олексіївська волость — адміністративно-територіальна одиниця Зміївського повіту Харківської губернії.
На 1862 рік до складу волості входили:
- поселення Олексіївка;
- поселення Верхній Бишкин;
- поселення Кисільські хутори.

Найбільші поселення волості станом на 1914 рік:
- слобода Олексіївка — 6152 мешканців.
- слобода Верхній Бишкин — 5185 мешканців.
- село Сиваш — 1420 мешканців.

## Волосне правління
Волость очолював волосний старшина, діловодством волості займався волосний писар. Крім того, існував волосний суд з чотирма суддями, один з яких зазвичай призначався головою волосного суду. Також були не поодинокі випадки коли на волосного старшину були накладені обов’язки голови волосного суду. Волосний суддя, як і інші земські урядники займали посаду протягом трьох років. Діловодством волосного суду займався секретар волосного суду.

### Волосний старшина
| Прізвище, ім’я, по батькові | Роки знаходження на посаді | Примітки |
| --------------------------- | -------------------------- | -------- |
| Малахов Іуда Васильович     | 1893—1898                  |          |
| Романов Петро Никифорович   | 1899—?                     |          |
| Воротинцев Семен Пилипович  | ?—1902                     |          |
| Бірев Іван Кузьмич          | 1903—1904—?                |          |
| Барибін Микита Петрович     | ?—1906—1908                |          |
| Малахов Северин Григорович  | 1909—1913                  |          |
| Золотухін Федір Павлович    | 1914—1917                  |          |

### Волосний писар
| Прізвище, ім’я, по батькові | Роки знаходження на посаді | Примітки |
| --------------------------- | -------------------------- | -------- |
| Миргород Макар Іванович     | 1894—1898                  |          |
| Кочетов Тихон Мокійович     | 1894—1904—?                |          |
| Юрченко Василь Данилович    | ?—1906—1910—?              |          |
| Свєжєнцев Гнат Ізотович     | ?—1912—1917                |          |

### Голова волосного суду
| Прізвище, ім’я, по батькові | Роки знаходження на посаді | Примітки |
| --------------------------- | -------------------------- | -------- |
| Журавльов Сергій Іванович   | ?—1893                     |          |
| Однорядкін Іван Іванович    | 1894—1896                  |          |
| Малахов Єфим Ілліч          | 1897—1899—?                |          |
| Боклач Яків Родіонович      | ?—1902                     |          |
| Ляшев Яків Стефанович       | 1903—1906—?                |          |
| Петренко Григорій Микитович | ?—1908—1909                |          |
| Осипов Мойсей Трохимович    | 1910—?                     |          |
| Дунай Осип Григорович       | ?—1912                     |          |
| Петренко Григорій Микитович | 1913                       |          |
| М’ясоїдов Устин Савич       | 1914                       |          |
| Романов Петро Никифорович   | 1915—1917                  |          |

### Секретар волосного суду
| Прізвище, ім’я, по батькові | Роки знаходження на посаді | Примітки |
| --------------------------- | -------------------------- | -------- |
| Татаринцев Тимофій Якимович | ?—1915—?                   |          |
| Клесов Іван Пилипович       | ? —1917                    |          |